# Chó săn gấu mèo nâu đen
Chó săn gấu mèo nâu đen (Black and Tan Coonhound) là một giống chó săn cỡ lớn, mạnh mẽ chuyên dùng để săn gấu mèo. Chúng thuộc giống chó săn mùi, chuyên đánh hơi con mồi.

## Tổng quan
Black and Tan Coonhounds được tạo ra bằng cách lai tạo giữa loài chó đánh hơi và loài chó săn cáo Mỹ, chúng cơ bản là có màu đen và nâu. Nổi tiếng nhất là một loài chó săn lửng, Black and Tan Coonhounds sủa, tru khi trèo cây để săn thú. Loài chó này cũng được sử dụng một cách thành công để săn những loài thú khác như săn gấu, săn hươu, nai, sư tử núi, chồn opossum kể cả lúc mưa gió bão. Nó chịu đựng được thời tiết khắc nghiệt của mùa đông cũng như cái nắng gắt của mùa hè. Nhút nhát hoặc lo lắng có thể là không đảm bảo tiêu chuẩn đối với loài chó này. Được công nhận chính thức từ năm 1945. Ưu điểm của Black and Tan Coonhound bao gồm săn thú, truy tìm, canh gác và khéo léo.

## Đặc điểm
Black and Tan Coonhound (BATC) là một giống chó săn lớn, mạnh mẽ. Chiều cao từ 58–68 cm, cân nặng từ 45–64 kg. Nó sở hữu một chiếc đầu thủ khá chuẩn mực, cân đối. Phần trên của hộp sọ xấp xỉ song song với phần dưới của mõm. Nó có một cặp môi trễ rất phát triển và hai lỗ mũi đen, rộng. Đôi tai dài rủ xuống những nếp da gấp duyên dáng và nó có một chiếc đuôi khỏe, ve vẩy tự do. Mặt tương đối gãy, nếp gãy giữa mũi và chỏm đầu. Hàm răng khít nhau như một cặp kéo cắt. Đôi tai tròn có màu từ hạt dẻ cho tới màu nâu tối.
Độ dài thân từ vai cho đến mông tương tự hoặc nhỉnh hơn một chút so với chiều cao từ đất đến vai. Lưng tương đối bằng phẳng. Ngực phải nở rộng. Bộ lông ngắn, mượt có những mảng đen và nâu ở mõm, chân và ngực. Lớp da bùng nhùng rủ một cách duyên dáng, tai dài rộng tạo cho loài này một dáng vẻ đặc trưng. Nó có thể có những bước đi dài duyên dáng. Chúng có thể mắc chứng loạn sản xương hông. Không nên cho loài chó này ăn quá nhiều. Tuổi thọ chúng khoảng 10-12 năm. Lứa đẻ trung bình từ 7-8 cún. Thỉnh thoảng chải lông khi cần. Nhằm giữ cho đôi tai sạch sẽ và tránh vi khuẩn, thường xuyên làm sạch tai là điều quan trọng.

## Tập tính
Đây là một con chó săn và bạn đồng hành bản chất tốt, trung thành, thông minh và nhanh nhẹn, BATC yêu mến chủ nhân. Nó là một giống chó năng nổ, cảnh giác, một kẻ lao động mải mê, rất tận tụy. Thanh lịch và thân thiện với mọi người. Sẵn sàng tuân lệnh chủ nhân. Bất cứ một con BATC nào mà có dấu hiệu của sự hung hãn không có một người chủ phù hợp và hiểu nó. Điều này có thể làm cho con chó có bản năng và hơi dè dặt với người lạ. Chúng thường phù hợp với những thiếu niên nhưng cũng phù hợp với trẻ nhỏ nếu nó được dạy phải yêu quý và tôn trọng trẻ nhỏ. Một con BATC không được dạy tôn trọng hoặc thiếu sự vận động có thể quá căng thẳng và chơi đùa một cách quá thô bạo.
Loài này cần phải có một người chủ chắc chắn, vững vàng, kiên nhẫn, cởi mở và huấn luyện để ngăn ngừa chúng trở nên ngỗ ngược. Thiếu sự dẫn dắt hoặc thiếu sự vận động thể chất và tinh tần có thể gây nên những lo âu buồn phiền, dẫn đến sự phá phách nếu chúng bị bỏ một mình. Không nên để loài này một mình nếu không được kiểm soát, bởi vì chúng có thể có bản năng săn mồi. Nhiều con BATC sẽ trở nên hung dữ với những con chó lạ khác nếu chủ nhân không huấn luyện đầy đủ, đúng phương pháp. Cần phải giao tiếp tốt ngoài xã hội.
Black and Tan Coonhounds không phù hợp với cuộc sống căn hộ vì là giống chó săn. Chúng khá thụ động trong nhà và sẽ tốt nhất nếu có ít nhất một khoảng sân rộng rãi để chạy nhảy, vận động. Vận động hàng ngày đầy đủ là điều cần thiết, bao gồm những chuyến đi dạo dài. Tốt nhất với một gia đình năng động. Có hai loại Black and Tan Coonhound: loại triển lãm và loại lao động. Loại triển lãm có phần lớn hơn và có thể ít sức lực và thiên hướng lao động hơn, và do đó có xu hướng là một con vật cưng tốt hơn. Loài này chảy dãi. Black and Tan Coonhounds phù hợp nhất với những gia đình có công việc sôi nổi.